# Rescrit impérial sur l'éducation

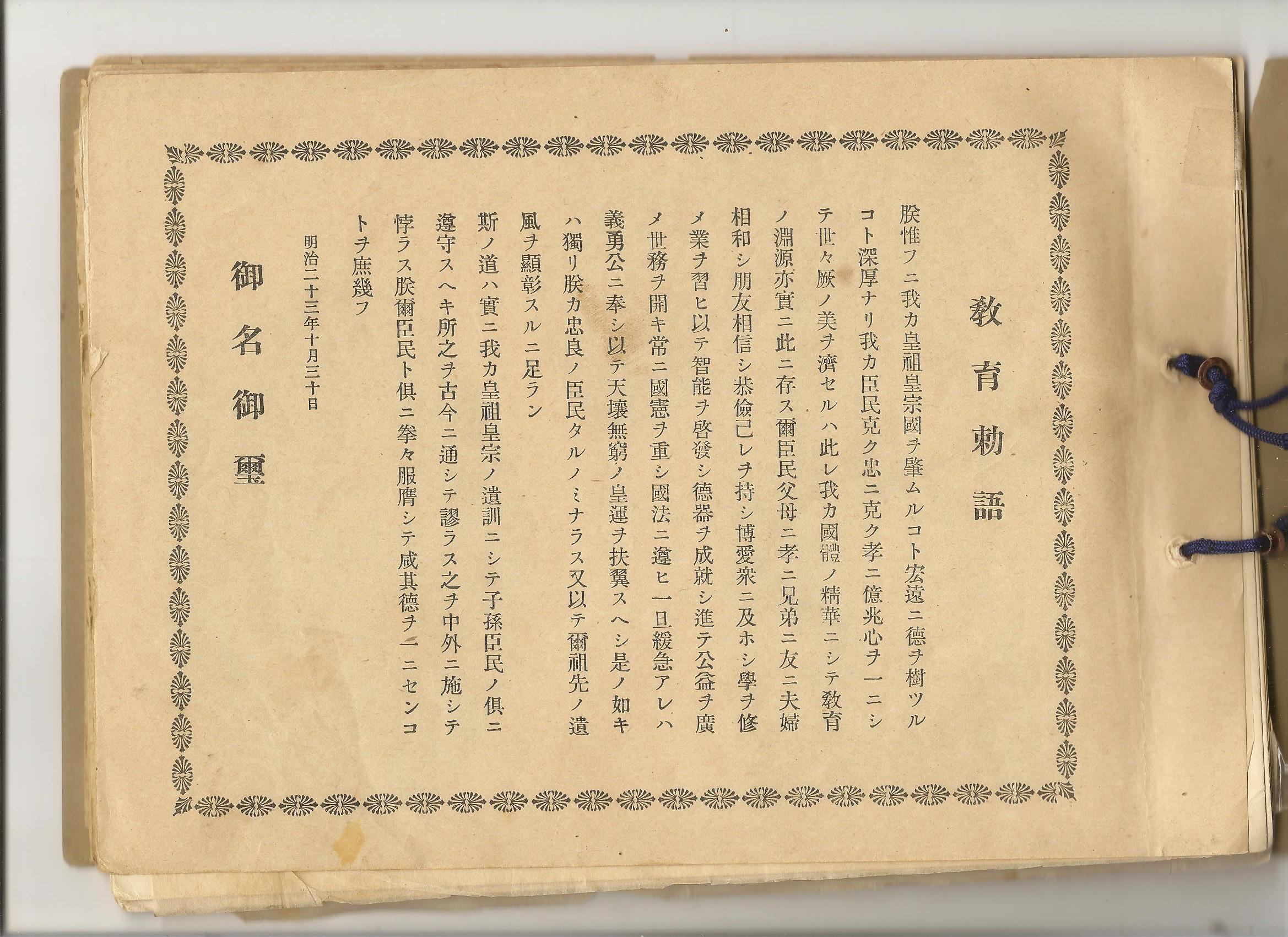
Exemplaire du rescrit.

Le Rescrit impérial sur l'éducation (教育ニ関スル勅語, Kyōiku ni kansuru chokugo) fut signé par l'empereur Meiji du Japon le 30 octobre 1890 pour articuler la politique du gouvernement selon les principes directeurs de l'éducation de l'empire du Japon. Le document de 315 caractères était lu à haute voix lors de tous les événements importants des écoles, et les étudiants devaient l'étudier et mémoriser le texte.

## Contexte
Après la restauration de Meiji, le gouvernement de Meiji senti la nécessité de souligner les objectifs communs de la modernisation rapide (occidentalisation) avec l'appui et la légitimation du système politique centrée sur l'institution impériale. Dans les années 1870 et 1880, Motoda Nagazane et d'autres conservateurs appelaient à une renaissance des principes du confucianisme comme guide pour l'éducation et la morale publique ; cependant, Kowashi Inoue et d'autres partisans de la « modernisation » du Japon estimaient que cela encouragerait un retour au vieil ordre féodal, et appelaient à une philosophie « centrée sur l'empereur ». Le premier ministre Aritomo Yamagata autorisa la rédaction du Rescrit, qui était un compromis écrit en grande partie par Kowashi Inoue avec la participation de Nagazane Motoda et d'autres.
Après sa publication, le Rescrit fut diffusé dans toutes les écoles du pays, avec un portrait de l'empereur Meiji.

## Détails

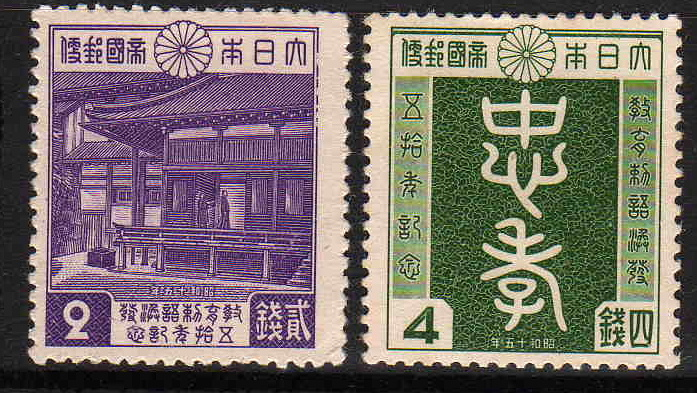
Timbres-poste commémoratifs du du Rescrit impérial sur l'éducation en 1940.

Le Rescrit demande aux personnes qu'elles « privilégient l'intérêt public et favorisent les intérêts communs ; de toujours respecter la Constitution de Meiji et d'observer les lois ; en cas de péril sur la nation, de s'offrir courageusement à l'état ; et de protéger et préserver la prospérité de Notre Trône Impérial en accord avec le ciel et la terre ».
La base du Rescrit était que le Kokutai (« essence nationale ») du Japon était basé sur un lien historique entre les gouverneurs bienveillants et les sujets fidèles, et que le but fondamental de l'éducation était de cultiver les vertus, en particulier la fidélité et la piété filiale.
Après la Deuxième Guerre mondiale, les forces d'occupation américaines ont interdit les lectures officielles du Rescrit impérial dans les écoles, et la Diète du Japon l'a officiellement supprimé le 19 juin 1948.

## Dairoku Kikuchi et le Rescrit impérial sur l'éducation
En 1907, Dairoku Kikuchi fut invité par l'université de Londres pour donner des conférences pendant cinq mois sur l'éducation. Le point central de ses conférences était le Rescrit impérial sur l'éducation. La demande pour les conférences fut initialement communiquée à Hayashi Tadasu, alors ambassadeur japonais à Londres (à partir de décembre 1905). Au début, Sawayanagi Matsutaro devait donner les conférences, mais il fut appelé à Rome sur le chemin vers Londres et Kikuchi donna finalement les conférences à sa place. Il traduisit le Rescrit impérial en anglais.

## Faits récents
Lors de son discours inaugural comme nouveau ministre de l’Éducation le 2 octobre 2018, Masahiko Shibayama a fait l’éloge du rescrit impérial sur l'éducation (de 1890) et a vanté son usage pour l'enseignement de la morale.